# 北京公交44路
北京公交44路系统，是北京市的两条沿着北京内城环状行驶的公交线路的统称，于1981年开通，目前由北京公交集团电车客运分公司运营，包括按照行驶方向划分的内环（顺时针）线路和外环（逆时针）线路，其中的内环线路是全国“工人先锋号”线路之一。

## 历史
44路于1981年1月1日开线，是围绕内城的环行大站快车。内环称小环，以西直门为首末站，路长23.41公里。外环称大环，以雅宝路为首末站，路长23.5公里。同年11月3日，小环发车点迁至西便门，路长变为23.66公里。
1986年8月11日，小环发车点迁至北官厅，路长变为23.45公里。
1987年1月，大环发车点迁至北京北站，路长不变。
1988年12月26日，东厢竣工，经过东便门时走立交桥，大环路长变为24.2公里。
1991年8月20日，双向设有立交桥的城门站迁至桥下，改走辅路，大环路长变为24.47公里，小环路长变为23.6公里。同年12月9日，西厢竣工，小环通过西便门改走辅路，路长23.49公里。

## 使用车辆
44路开线后长时间使用黄海17米柴油铰接车，21世纪初先后使用过18米京华CNG铰接车和10米京华CNG铰接车，2008年奥运会前更换为18米黄海柴油铰接车。
2017年2月，44路外环率先更换广通双层纯电动车。44路内环先是更换为福田16米CNG铰接车，而后由于车辆调配等原因，全部更换为福田12米纯电动车。

## 沿线站位及周边重要设施

### 沿线站位
| 西直门南     | 玉桃园                                           | 新街口豁口                                       | 德胜门西                                         | 鼓楼桥西                                         | 安定门西                                         | 雍和宫桥东                                       | 北官厅 （外环不停）                              | 东直门北                                         | 东四十条桥南 |
| 阜成门北     | 顺时针为内环方向，逆时针为外环方向，粗体为首末站 | 顺时针为内环方向，逆时针为外环方向，粗体为首末站 | 顺时针为内环方向，逆时针为外环方向，粗体为首末站 | 顺时针为内环方向，逆时针为外环方向，粗体为首末站 | 顺时针为内环方向，逆时针为外环方向，粗体为首末站 | 顺时针为内环方向，逆时针为外环方向，粗体为首末站 | 顺时针为内环方向，逆时针为外环方向，粗体为首末站 | 顺时针为内环方向，逆时针为外环方向，粗体为首末站 | 朝阳门南     |
| 北京儿童医院 | 顺时针为内环方向，逆时针为外环方向，粗体为首末站 | 顺时针为内环方向，逆时针为外环方向，粗体为首末站 | 顺时针为内环方向，逆时针为外环方向，粗体为首末站 | 顺时针为内环方向，逆时针为外环方向，粗体为首末站 | 顺时针为内环方向，逆时针为外环方向，粗体为首末站 | 顺时针为内环方向，逆时针为外环方向，粗体为首末站 | 顺时针为内环方向，逆时针为外环方向，粗体为首末站 | 顺时针为内环方向，逆时针为外环方向，粗体为首末站 | 雅宝路       |
| 复兴门南     | 顺时针为内环方向，逆时针为外环方向，粗体为首末站 | 顺时针为内环方向，逆时针为外环方向，粗体为首末站 | 顺时针为内环方向，逆时针为外环方向，粗体为首末站 | 顺时针为内环方向，逆时针为外环方向，粗体为首末站 | 顺时针为内环方向，逆时针为外环方向，粗体为首末站 | 顺时针为内环方向，逆时针为外环方向，粗体为首末站 | 顺时针为内环方向，逆时针为外环方向，粗体为首末站 | 顺时针为内环方向，逆时针为外环方向，粗体为首末站 | 建国门南     |
| 长椿街路口西 | 广安胡同北口 （内环不停）                        | 宣武门东                                         | 和平门东                                         | 前门西                                           | 前门东                                           | 台基厂路口西                                     | 崇文门西                                         | 崇文门东                                         | 东便门       |

### 周边重要设施
- 东直门北站：可换乘由东直门交通枢纽发往密云区、平谷区、顺义区的所有公交线路，以及地铁13号线、首都机场线
- 朝阳门南站：可换乘快速公交2号线、地铁6号线
- 雅宝路站：临近雅宝路市场
- 建国门南站：可换乘地铁1号线、公交1路，临近北京古观象台
- 东便门站：临近明城墙遗址公园
- 崇文门西站：可换乘地铁5号线，临近北京新世界中心
- 前门东站：可换乘快速公交1号线，临近中国铁道博物馆正阳门馆、前门大街
- 宣武门东站：可换乘地铁4号线
- 复兴门南站：可换乘地铁1号线、公交1路，临近复兴门百盛商厦、北京金融街
- 北京儿童医院站：临近北京儿童医院
- 阜成门北站：可换乘快速公交4号线，临近北京华联商厦（阜成门店）
- 西直门南站：可换乘地铁4号线、13号线，以及及由北京北站始发的北京市郊铁路S5线、京张城际铁路车次
- 德胜门西站：可换乘地铁19号线，可换乘发往昌平区、八达岭、延庆区方向的公交线路
- 鼓楼桥西站：可换乘地铁8号线
- 安定门西站：可换乘快速公交3号线
- 雍和宫桥东站：可换乘地铁5号线，临近地坛公园